# Повітряний суверенітет
Повітряний суверенітет — базове право суверенної держави регулювати використання повітряного простору над своєю територією і застосовувати власне повітряне право.

## Історія
Дослідники відзначають, що, хоча витоки поняття суверенітету лежать в праві власності, дуже рано прийшло усвідомлення того, що існують речі, власність на які важко здійснити, наприклад, океани — які не можна обгородити і привласнити. Оскільки запобігти використанню морів іншими країнами було неможливо, держави, зацікавлені в мореплаванні, прийшли до ідеї суверенітету, обмеженого невеликою ділянкою прибережного водного простору.
На відміну від морів, поняття суверенітету щодо повітряного простору розвивалося в трьох напрямках:
- приватна власність. Уже з римських часів права на простір над ділянкою землі належали власнику цієї ділянки: в середньовіччі сформувалася Брокард лат. Cuius est solum, eius est usque ad coelum et ad inferos, «Хто володіє землею, володіє від небес до пекла», тобто права на землю простягаються вгору і вниз. Це трактування перейшло в загальне право, але завжди тлумачилася обмежено, часто тільки до висоти можливої забудови — наприклад, політ кулі над ділянкою землі не розглядалося як порушення права власності на ділянку, якщо тільки куля не падала на землю в межах ділянки. До кінця XIX століття з розвитком повітроплавання поняття приватної власності на повітряний простір застаріло, хоча в США остаточно цей підхід був ліквідований лише в 1945 році рішенням Верховного суду США у справі en: United States v. Causby;
- суспільна власність (лат. res communis). Уже інституції Юстиніана відзначали, що закони природи зробили повітря (разом з морем і проточною водою) надбанням всього людства;
- власність держави.

## Верхня межа повітряного простору
На відміну від повітряного простору суверенітет всіх країн не поширюється на космос. Кордон між повітряним і безповітряним простором чітко не виділено, ні Паризька конференція в 1919 році, ні Чиказька конвенція 1949 роки не визначили верхню межу їх застосовності. Не вказав такої межі і Договір про космос, згідно з яким суверенітет держав в космосі поширюється тільки на безпосередньо запущені ними космічні об'єкти.
Типовим визначенням повітряного простору є застосовність його для польотів літаків, що призводить до верхньої межі на висоті принаймні 21 кілометр. Вимоги про «взаємодію з повітрям» у визначенні літака за версією ІКАО призводять до того, що можливість польоту літака на висоті більше 60 кілометрів «малоймовірна».
Спеціалізовані літаки, начебто Локхід У-2 і Локхід Блекберд можуть літати на висоті до 26 кілометрів, в «сірій зоні» між повітряним простором і космосом, за висловом Кінга.